# Giovanni Boine
Giovanni Boine, född 12 september 1887 och död 16 maj 1917, var en italiensk författare och kritiker.
Boine anslöt sig till tidskriften Rinnovamentes modernistiska och Voces idealistiska rörelser. Senare tog han avstånd från dessa, då han ogillade idealismens tendens att övergå till handling. Boine var en av de märkligaste representanterna för sin tids psykologiska kris.
Hans viktigaste arbeten är Il peccato ed altre cose 1914, Discorsi militari (1914), Frantumi seguiti da plausi e botte (1918), samt La ferita non chiusa (1921).